# Parque das Aves
O Parque das Aves é um parque temático localizado no município brasileiro de Foz do Iguaçu, no estado do Paraná.
Situado próximo às Cataratas do rio Iguaçu, possui 16 hectares de mata nativa, com 1 500 animais de 140 espécies diferentes, entre aves, répteis e mamíferos. É uma instituição privada que trabalha como um centro de conservação integrada de espécies da Mata Atlântica, pesquisando a reprodução em cativeiro e preservando animais ameaçados de extinção.
A sua estrutura conta com 1 300 metros de trilhas, onde são dispostos as aves para observação, e ambientes que imitam ecossistemas naturais para alguns espécies, como para os jacarés, jiboias, saguis e borboletas.

## História
Foi inaugurado em 7 de outubro de 1994 por dois biólogos a alemã Anna-Sophie Helene Croukamp e seu marido o sul-africano Dennis Croukamp. Eles compraram a área ao lado do Parque Nacional do Iguaçu e iniciaram a construção do parque em novembro de 1993. As primeiras aves chegaram a partir de doações ou empréstimos de outros zoológicos, além de animais confiscados pelo Ibama.